# Отмена (мультсериал)
«Отмена» (англ. Undone) — американский мультсериал для взрослых.

## Синопсис
Главной героиней является Альма, которая, попав в автомобильную катастрофу, обретает способности путешествовать во времени и собирается выяснить, как умер её отец.

## Роли озвучивали
- Роза Салазар — Альма
- Анжелика Кебрал — Бекка, младшая сестра Альмы
- Констанс Мари — Камила, мать Альмы
- Сиддхартх Дхананджай — Сэм, парень Альмы
- Давид Диггз — Тунде, начальник Альмы
- Боб Оденкерк — Джейкоб, отец Альмы

## Эпизоды
| Сезон | Серии | Серии | Даты показа      | Даты показа      |
| ----- | ----- | ----- | ---------------- | ---------------- |
| 1     | 8     | 8     | 13 сентября 2019 | 13 сентября 2019 |
| 2     | 8     | 8     | 29 апреля 2022   | 29 апреля 2022   |

### 1 сезон (2019)
| № общий | № в сезоне | Название                                                    | Режиссёр      | Автор сценария                    | Дата премьеры    |
| ------- | ---------- | ----------------------------------------------------------- | ------------- | --------------------------------- | ---------------- |
| 1       | 1          | «The Crash» «Авария»                                        | Хиско Хюлсинг | Кейт Парди и Рафаэль Боб-Ваксберг | 13 сентября 2019 |
| 2       | 2          | «The Hospital» «Больница»                                   | Хиско Хюлсинг | Кейт Парди и Рафаэль Боб-Ваксберг | 13 сентября 2019 |
| 3       | 3          | «Handheld Blackjack» «Ручной Блэкджек»                      | Хиско Хюлсинг | Кейт Парди и Рафаэль Боб-Ваксберг | 13 сентября 2019 |
| 4       | 4          | «Moving the Keys» «Перемещение ключей»                      | Хиско Хюлсинг | Кейт Парди и Рафаэль Боб-Ваксберг | 13 сентября 2019 |
| 5       | 5          | «Alone in This (You Have Me)» «Один в этом (У тебя есть я)» | Хиско Хюлсинг | Кейт Парди                        | 13 сентября 2019 |
| 6       | 6          | «Prayers and Visions» «Молитвы и видения»                   | Хиско Хюлсинг | Лорен Отеро                       | 13 сентября 2019 |
| 7       | 7          | «The Wedding» «Свадьба»                                     | Хиско Хюлсинг | Джоэнна Кало                      | 13 сентября 2019 |
| 8       | 8          | «That Halloween Night» «В ту ночь Хэллоуина»                | Хиско Хюлсинг | Элайджа Арон                      | 13 сентября 2019 |

### 2 сезон (2022)
| № общий | № в сезоне | Название                                           | Режиссёр      | Автор сценария                | Дата премьеры  |
| ------- | ---------- | -------------------------------------------------- | ------------- | ----------------------------- | -------------- |
| 9       | 1          | «The Cave» «Пещера»                                | Хиско Хюлсинг | Кейт Парди                    | 29 апреля 2022 |
| 10      | 2          | «The Painting» «Картина»                           | Хиско Хюлсинг | Элайджа Арон                  | 29 апреля 2022 |
| 11      | 3          | «Mexico» «Мексика»                                 | Хиско Хюлсинг | Гонсало Кордова               | 29 апреля 2022 |
| 12      | 4          | «Reflections» «Размышления»                        | Хиско Хюлсинг | Эйприл Ших                    | 29 апреля 2022 |
| 13      | 5          | «Lungs» «Лёгкие»                                   | Хиско Хюлсинг | Кармиэль Банаски              | 29 апреля 2022 |
| 14      | 6          | «Help Me» «Помоги мне»                             | Хиско Хюлсинг | Мехар Сетхи                   | 29 апреля 2022 |
| 15      | 7          | «Rectify» «Исправление»                            | Хиско Хюлсинг | Элайджа Арон и Патрик Меткалф | 29 апреля 2022 |
| 16      | 8          | «We All Love Each Other» «Мы все любим друг друга» | Хиско Хюлсинг | Кейт Парди                    | 29 апреля 2022 |

## Отзывы
Линнет Манрике из PopMatters оценила 1 сезон в 8 баллов из 10 и отметила «потрясающую химию» между персонажами Салазар и Оденкерка. Камболе Кэмпбелл из IGN дал такую же оценку 2 сезону и написал, что «это „мультсериал для взрослых“ из-за его продуманности, а не из-за ненормативной лексики или насилия». Джеймс Поневозик из The New York Times сравнил проект с сериалами «Навсегда» и «Жизни матрёшки». Бен Трэверс из IndieWire поставил мультсериалу оценку «A-» и похвалил Оденкерка в роли отца Альмы. Алан Сепинуолл из Rolling Stone восхитился композициями в «Отмене». Антон Вальтон из журнала «Мир фантастики» среди плюсов назвал хорошую драматургию, а из минусов — скудную цветовую гамму.